# Joodse begraafplaats (Raalte)
De Joodse begraafplaats (Raalte) is een Joodse begraafplaats in de Overijsselse plaats Raalte. De dodenakker aan de Van der Wijckstraat werd in 1830 in gebruik genomen. Er zijn 36 grafstenen. De Raalter veehandelaar Levi de Lange was in 1959 de laatste die hier begraven werd.

## Begraafplaats
De graftekens zijn in het jaar 2000 door de stichting Beth Chaïm uit Meppel gerestaureerd, ze zijn gearchivereerd in het Stenen Archief. De begraafplaats krijgt aandacht in het lesprogramma van de naast gelegen basisschool De Korenbloem. Deze heeft in 2009 gezorgd voor een klein gedenkteken in de vorm van een onbewerkte granieten zuil. De school beschikt over een sleutel van het toegangshek. De gemeente Raalte zorgt voor het benodigde onderhoud aan de begraafplaats.

## Joodse gemeenschap
De Joodse gemeenschap van Raalte ontstond omstreeks 1722 met de komst van Salomon Jacob van Raalte. In 1838 werd Raalte een zelfstandige joodse gemeente met een eigen synagoge, waarvan de ligging echter onbekend is. In 1889 werd de synagoge aan de Stationsstraat ingewijd. Het gebouw deed na 1945, toen het niet meer als joods gebedshuis in gebruik was, eerst dienst als onderkomen van de Vrij Evangelische Gemeente. Later, van 1982 tot 2016, was het het kerkgebouw van de vrij-katholieken. De synagoge is geregistreerd als gemeentelijk monument. Sinds 1985 hangt aan de gevel een plaquette ter nagedachtenis aan de Raalter Joodse families Hurwitz, De Lange, Lutraan, Vogel en Zwarts. In de Tweede Wereldoorlog zijn 37 Joden uit Raalte omgekomen. Twee mensen die waren ondergedoken overleefden de nazi-bezetting en één overlevende keerde terug uit de Duitse concentratiekampen.

## Afbeeldingen

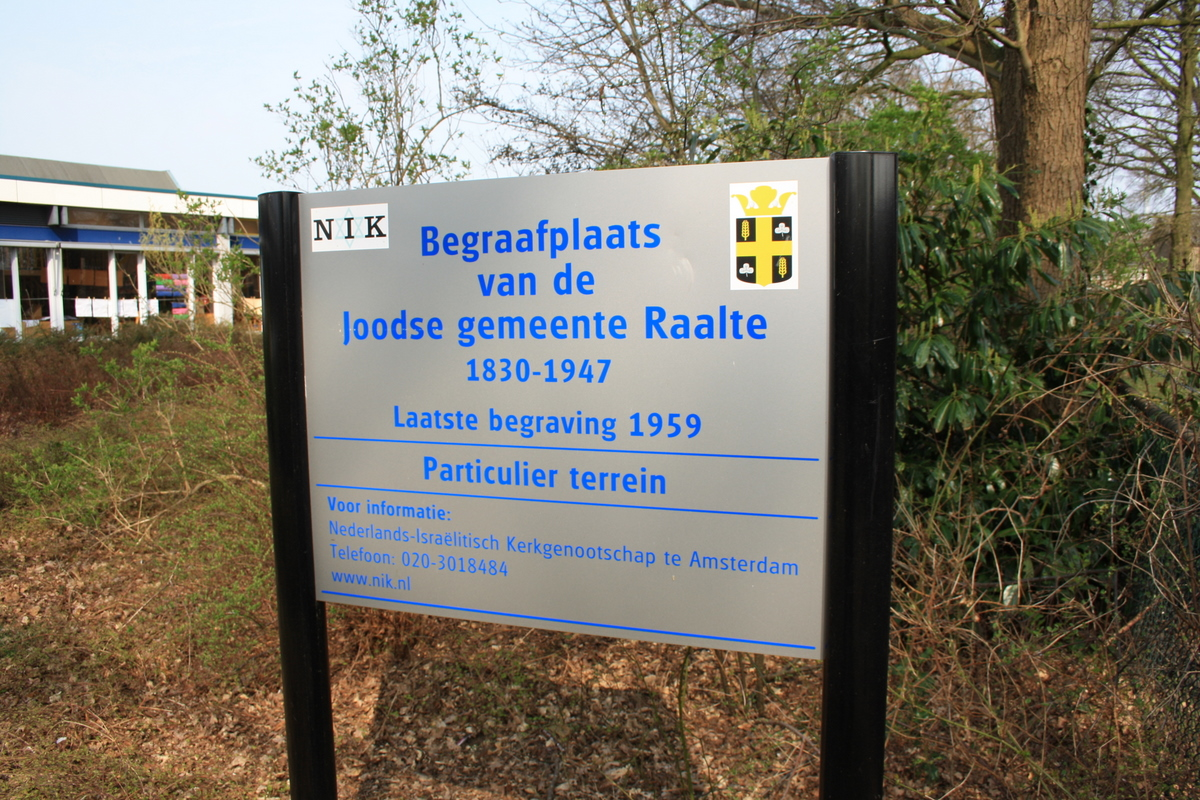
Bord bij de ingang
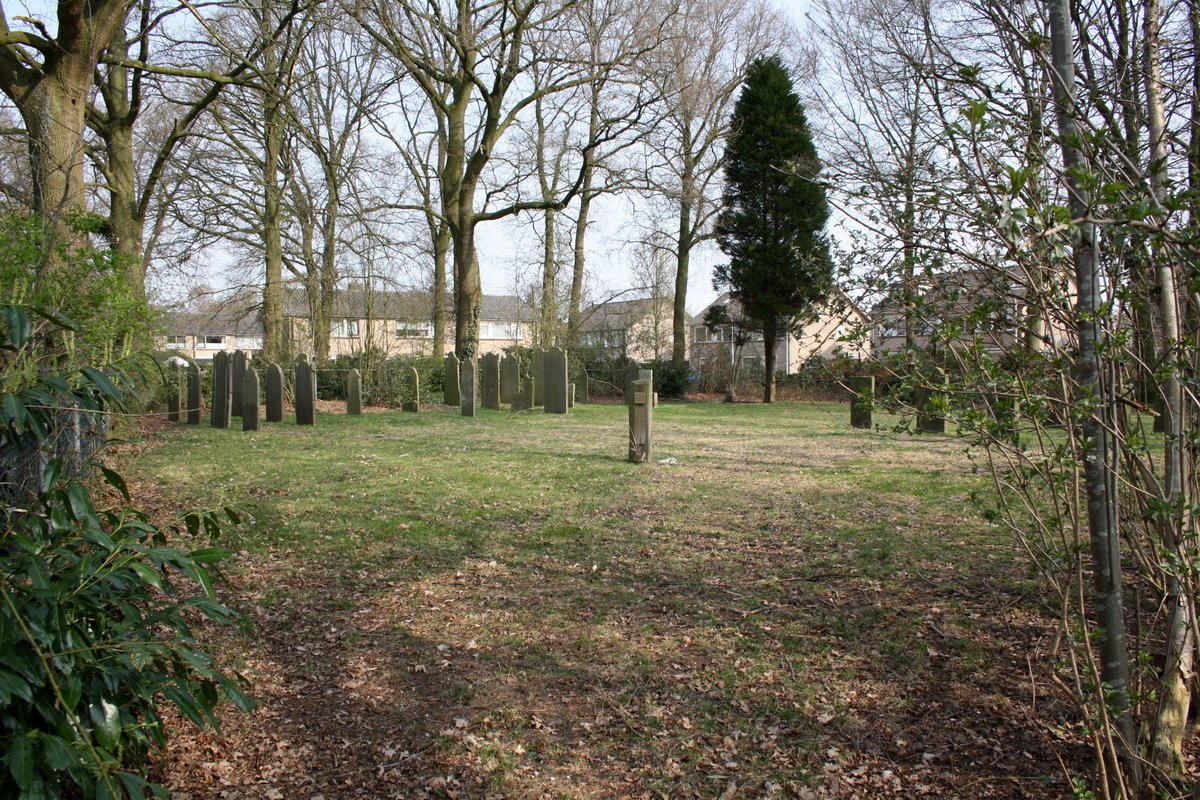
Begraafplaats
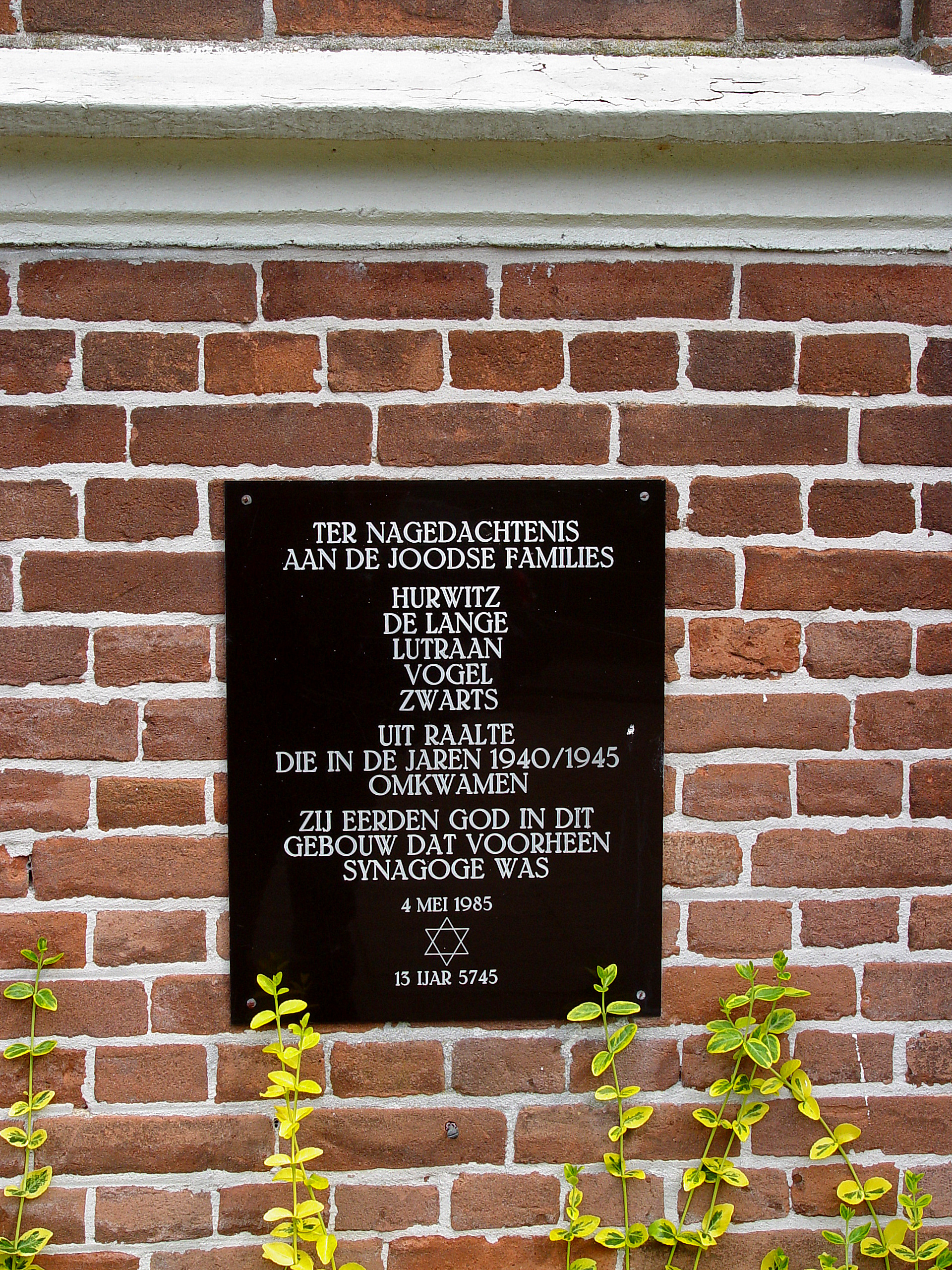
Plaquette aan de Synagoge
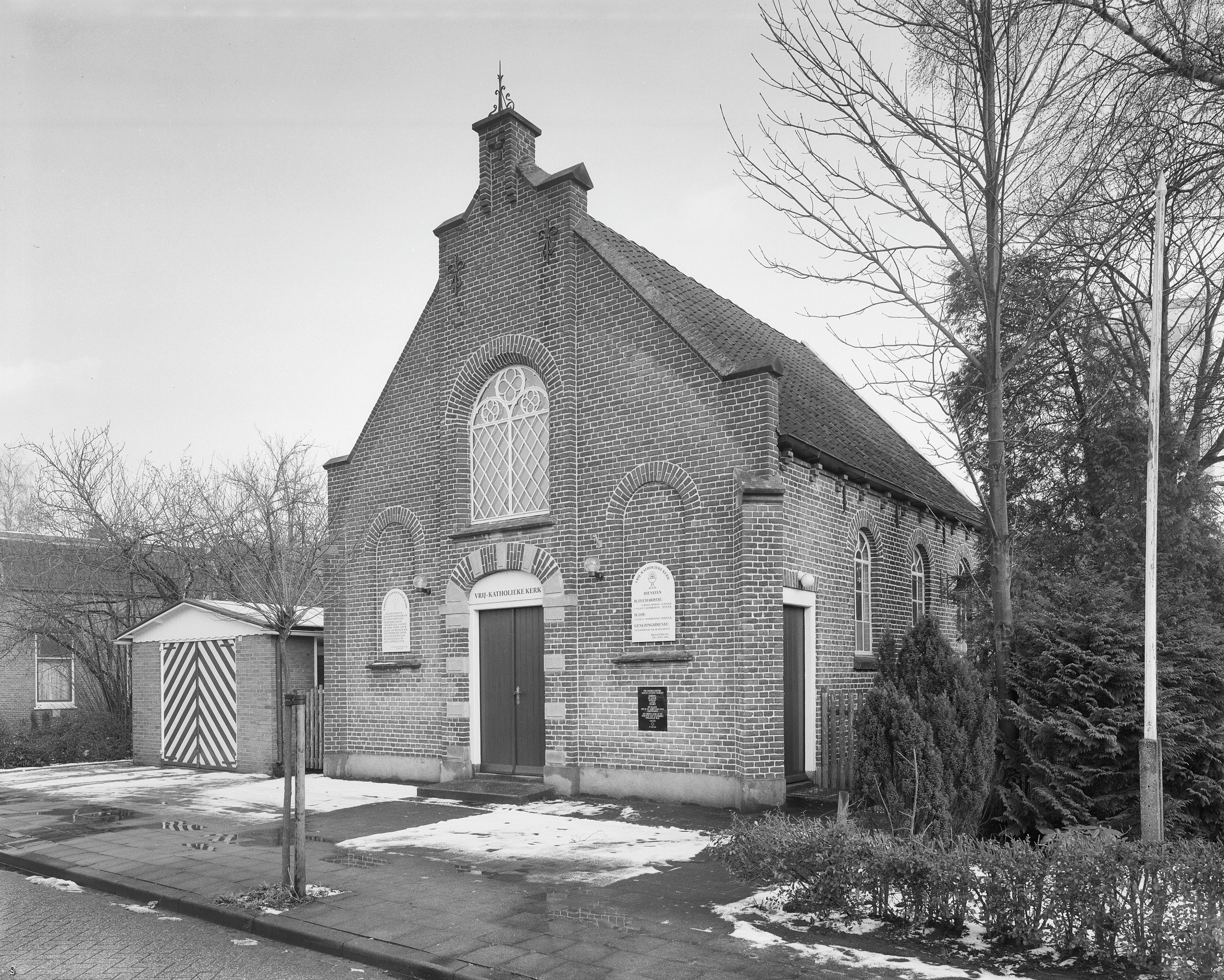
Synagoge in 1986